# Jaime Gómez (ur. 1993)
Jaime „Jimmy” Gómez Valencia (ur. 17 lipca 1993 w San Juan del Río) – meksykański piłkarz występujący na pozycji prawego obrońcy lub lewego pomocnika, od 2023 roku zawodnik Querétaro.

## Kariera klubowa
Gómez jest wychowankiem szkółki juniorskiej Academia Guamerú, prowadzonej przez Alberto Garcíę – byłego reprezentanta Meksyku. Swoją seniorską karierę piłkarską w czwartoligowych drużynach Santa Rosa i Jilotepec, skąd jako szesnastolatek przeniósł się do akademii juniorskiej klubu Querétaro FC. Do pierwszego zespołu został włączony dwa lata później przez szkoleniowca Sergio Bueno i w Liga MX zadebiutował 27 października 2012 w zremisowanym 0:0 spotkaniu z San Luis. Przez następne kilka sezonów sporadycznie pojawiał się jednak na boiskach – w wiosennym sezonie Clausura 2015 wywalczył z Querétaro wicemistrzostwo Meksyku, lecz zanotował wówczas zaledwie cztery występy. Premierowego gola w najwyższej klasie rozgrywkowej strzelił 1 kwietnia 2016 w wygranej 4:2 konfrontacji z Tijuaną. W tym samym czasie został podstawowym graczem Querétaro i w jesiennym sezonie Apertura 2016 triumfował z nim w pucharze Meksyku – Copa MX.

## Statystyki kariery
| Querétaro B (rez.) | 2012–2013        | Meksyk           | Segunda División | 2  | 0 | —  | — | —   | — | — | 2   | 0 |
| Irapuato (rez.)    | 2013–2014        | Meksyk           | Segunda División | 13 | 1 | —  | — | —   | — | — | 13  | 1 |
| Querétaro B (rez.) | 2014–2015        | Meksyk           | Segunda División | 16 | 2 | —  | — | —   | — | — | 16  | 2 |
| Ogółem (rezerwy)   | Ogółem (rezerwy) | Ogółem (rezerwy) | Ogółem (rezerwy) | 31 | 3 | —  | — | —   | — | — | 31  | 3 |
| Santa Rosa         | 2008–2009        | Meksyk           | Tercera División | 20 | 2 | —  | — | —   | — | — | 20  | 2 |
| Jilotepec          | 2009–2010        | Meksyk           | Tercera División | 16 | 2 | —  | — | —   | — | — | 16  | 2 |
| Querétaro          | 2012–2013        | Meksyk           | Liga MX          | 3  | 0 | 4  | 0 | —   | — | — | 7   | 0 |
| Querétaro          | 2013–2014        | Meksyk           | Liga MX          | 4  | 0 | 8  | 0 | —   | — | — | 12  | 0 |
| Querétaro          | 2014–2015        | Meksyk           | Liga MX          | 4  | 0 | 2  | 0 | —   | — | — | 6   | 0 |
| Querétaro          | 2015–2016        | Meksyk           | Liga MX          | 17 | 2 | —  | — | LMC | 5 | 0 | 22  | 2 |
| Querétaro          | 2016–2017        | Meksyk           | Liga MX          | 0  | 0 | —  | — | —   | — | — | 0   | 0 |
| Ogółem             | Ogółem           | Ogółem           | Ogółem           | 95 | 9 | 14 | 0 | LMC | 5 | 0 | 114 | 9 |

- LMC – Liga Mistrzów CONCACAF